# Harold Jacob Smith
Pour les articles homonymes, voir Smith.
Harold Jacob Smith est un scénariste américain né le 2 juillet 1912 à New York et mort le 28 décembre 1970 à Los Angeles (Californie).

## Filmographie

### Cinéma
(par ordre décroissant)
- 1970 : Le Clan des McMasters de Alf Kjellin
- 1960 : Procès de singe de Stanley Kramer
- 1958 : L'Île enchantée de Allan Dwan
- 1958 : La Chaîne de Stanley Kramer
- 1957 : Le Bord de la rivière de Allan Dwan
- 1955 : Le monstre vient de la mer de Robert Gordon
- 1950 : Customs Agent de Seymour Friedman
- 1948 : Black Eagle de Robert Gordon
- 1948 : Thunderhoof de Phil Karlson
- 1946 : Dangerous Business (en) de D. Ross Lederman
- 1946 : Night Editor (en) de Henry Levin
- 1944 : Sérénade américaine (Music in Manhattan) de John H. Auer
- 1944 : She's a Soldier Too de William Castle
- 1943 : Good Luck, Mr. Yates (en) de Ray Enright

### Télévision
- 1955 : Celebrity Playhouse (1 épisode)
- 1952 : The Unexpected (1 épisode)
- 1951 : Stars Over Hollywood (1 épisode)

## Distinctions

### Récompenses
- Oscars du cinéma 1959 : Oscar du meilleur scénario original pour La Chaîne, conjointement avec Nedrick Young

### Nominations
- Oscars du cinéma 1961 : Nomination pour l'Oscar du meilleur scénario adapté (Procès de singe)